# Juan Manuel Saladino
Pour les articles homonymes, voir Saladino.
Juan Manuel Saladino est un joueur argentin de hockey sur gazon né le 28 septembre 1987 à Quilmes. Il a remporté avec l'équipe d'Argentine la médaille d'or du tournoi masculin aux Jeux olympiques d'été de 2016 à Rio de Janeiro.